# قرار مجلس الأمن التابع للأمم المتحدة رقم 1856
قرار مجلس الأمن التابع للأمم المتحدة رقم 1856 المتخذ بالإجماع في 22 ديسمبر 2008.

## القرار
مدد مجلس الأمن بعثة الأمم المتحدة في جمهورية الكونغو الديمقراطية لمدة عام آخر، مع تعزيز قوتها وإعادة تركيز ولايتها بشكل أكثر على حماية المدنيين الذين يعانون من العنف في المقاطعات الشرقية التي ما زالت محاصرة.
ومن خلال اتخاذ القرار 1856 (2008) بالإجماع، أذن المجلس بنشر ما يصل إلى 815 19 فردا عسكريا و760 مراقبا عسكريا و391 شرطيا و050 1 فردا من وحدات الشرطة المشكلة في البلد الواقع في وسط أفريقيا حتى نهاية عام 2009.
وشدد المجلس على أهمية استخدام «جميع الوسائل الضرورية» المتاحة له، بما في ذلك قواعد الاشتباك الصارمة، لضمان حماية ليس فقط المدنيين، ولكن أيضا العاملين في المجال الإنساني وموظفي الأمم المتحدة ومرافقها.
وفي إدانة الهجمات المتكررة التي شنها المؤتمر الوطني للدفاع عن الشعب في شمال كيفو، والهجمات التي شنها جيش الرب للمقاومة في المقاطعة الشرقية، والأعمال العدائية التي شنتها الجماعات المسلحة غير الشرعية في إيتوري، دعت الهيئة جميع الجماعات المسلحة إلى إلقاء أسلحتهم على الفور وتقديم أنفسهم دون أي شروط مسبقة إلى السلطات الكونغولية وبعثة الأمم المتحدة لنزع السلاح والإعادة إلى الوطن و/أو إعادة التوطين و/أو إعادة الإدماج حسب الاقتضاء.